# もしも、この気持ちを恋と呼ぶなら…。
『もしも、この気持ちを恋と呼ぶなら…。』（もしもこのきもちをこいとよぶなら）は、2022年9月24日（23日深夜）に、朝日放送テレビの制作で関西ローカルで放送されたテレビドラマ。

## 概要
指原莉乃がプロデュースするアイドルグループ「=LOVE」と「≠ME」にそれぞれ提供する楽曲の、指原が書き下ろした歌詞を原案とするドラマで、2グループのメンバーからオーディションを経てキャストが選抜されている。

## キャスト

### 主要人物
鈴野日南（すずの ひな）
演 - 野口衣織（=LOVE）
高校3年生。バドミントン部の2番手で小峰のペアに選ばれる。
小峰有希（こみね ゆき）
演 - 冨田菜々風（≠ME）
高校3年。バドミントン部のエース。
副島智輝(そえじま ともき)
演 - 鈴木康介
大学生。有希の彼氏。
森見奈緒（もりみ なお）
演 - 佐々木舞香（=LOVE）
高校3年生。 バドミントン部のエース候補。
藤丸あおい（ふじまる あおい）
演 - 蟹沢萌子（≠ME）
高校3年生。バドミントン部部長。
中瀬小夏（なかせ こなつ）
演 - 川中子奈月心（≠ME）
高校2年生。バドミントン部の末っ子キャラ。
岬花梨（みさき かりん）
演 - 齊藤なぎさ（当時=LOVE）
高校3年生。学校に自分の居場所を見いだせず、日南にだけ心を通わせる。
宮部穂乃果（みやべ ほのか）
演 - 諸橋沙夏（=LOVE）
養護教諭。
山崎春陽（やまさき はるひ）
演 - 尾木波菜（≠ME）
図書委員の2年生。星新一のショートショートを愛読する。
園田紬（そのだ つむぎ）
演 - 菅波美玲（≠ME）
高校3年生。バドミントン部。
小暮紗世（こぐれ さよ）
演 - 谷崎早耶（≠ME）
図書委員の2年生。春陽と仲が良い。

## スタッフ
- 脚本 - 諸橋隼人
- 監督 - 今和紀
- 主題歌
  - =LOVE「好きって、言えなかった」（Sony Music Labels）[4]
  - ≠ME「僕たちのイマージュ」（KING RECORDS）[5]
- プロデューサー - 矢内達也（朝日放送）、島﨑敏樹（泉放送制作）
- 制作プロダクション - 泉放送制作
- 制作著作 - 朝日放送テレビ